# Социал-демократическая партия (Румыния)
Социал-демократическая партия (рум. Partidul Social Democrat) — левоцентристская политическая партия в Румынии. Входит в состав Социалистического интернационала, Прогрессивного альянса и Партии европейских социалистов.

## История
Партия была основана в январе 2001 года путём слияния Партии социальной демократии в Румынии (рум. Partidul Democraţiei Sociale in România) и Румынской социал-демократической партии (рум. Partidul Social Democrat Român) — участников правящего блока Социал-демократический полюс Румынии. В 2003 по соглашению с Адрианом Нэстасе в партию влилась неокоммунистическая Соцпартия труда Иона Сасу.
В 2004 году лидер партии и премьер-министр Адриан Нэстасе участвовал в президентских выборах, но уступил во втором туре Траяну Бэсеску. С апреля 2005 года партию возглавляет Мирча Джоанэ, выдвигавшийся в президенты в 2009 году, но проигравший во втором туре действующему президенту Траяну Бэсеску.
На выборах СДП выступает в союзе с Консервативной партией. До 2004 года была правящей (Адриан Нэстасе был премьер-министром с 28 декабря 2000 года по 21 декабря 2004 года), по итогам выборов 2008 года вошла в правящую коалицию, но на правах младшего партнёра. В настоящее время партия представлена 103 мандатами в нижней палате румынского парламента и 47 местами в сенате. Также партия в союзе с консерваторами представлена 11 депутатами в Европарламенте из 33 мест, отведённых для Румынии.
На выборах 2012 года «Социал-демократическая партия» выступает в составе «Социал-либерального союза» — альянса «Социал-демократической партии Румынии», «Национальной либеральной партии Румынии», «Консервативной партии Румынии» и некоторых мелких партий. Опросы предсказывают союзу победу с большим отрывом от главного конкурента — пропрезидентской «Демократической либеральной партии».

## Организационная структура
СДПР состоит из жудетарных организаций (organizaţia judeţeană) по одной на жудец, жудетарные организации из локальных организаций (organizaţia locală) по одной на муниципий, избирательный округ (centru de votare) в Бухаресте, город или общину, местные организации из организаций избирательных участков (organizaţia pe raza teritorială a secţiei de votare) по одной на избирательный участок, организации избирательных участков из групп членов партии (grupa de membri de partid), по одной на улицу, группу улиц, квартал, микрорайон, село или хутор. Муниципальная организация Бухареста (organizaţia municipiului Bucureşt) стоит на уровень выше жудетарных организаций, состоит из организаций секторов (organizaţia de sector), приравненных к жудетарным организациям.
Высший орган — съезд (Congresul), между съездами — национальный совет (Consiliul Naţional), исполнительные органы — национальное постоянное бюро (Biroul Permanent Naţional) и национальный исполнительный комитет (Comitetul Executiv Naţional), высшее должностное лицо — председатель (Preşedintele), прочие должностные лица — почётный председатель (Preşedintele de Onoare), исполнительный президент (Președintele Executiv), вице-президенты (Vicepreşedinţii), казначей (Trezorierul), высший контрольный орган — национальная комиссия дисциплины и арбитража (Comisia Naţională de Disciplină și Arbitraj), высший ревизионный органы — национальная комиссия внутреннего финансового контроля (Comisia Naţională de Control Financiar Intern).
Высший орган жудетарной организации — конференция жудетарной организации (Conferinţa organizaţiei judeţene), между конференциями жудетарной организации — совет жудетарной организации (Consiliul organizaţiei judeţene), высшее должностное лицо жудетарной организации — председатель жудетарной организации (Preşedintele organizaţiei judeţene), прочие должностные лица жудетарной организации — вице-президенты постоянного бюро жудетарной организации (Vicepreşedinţii Biroului Permanent al organizaţiei judeţene), исполнительный секретарь жудетарной организации (Secretarul executiv al organizaţiei judeţene), казначей жудетарной организации (Trezorierul organizaţiei judeţene), исполнительные органы жудетарной организации — постоянное бюро жудетарной организации (Biroul Permanent al organizaţiei judeţene) и исполнительный комитет жудетарной организации (Comitetul Executiv al organizaţiei judeţene), контрольный орган жудетарной организации — жудетарная комиссия дисциплины и арбитража (Comisia Judeţeană de Disciplină și Arbitraj), ревизионный орган жудетарной организации — жудетарная комиссия финансового контроля (Comisia Judeţeană de Control Financiar).
Высший орган местной организации — общее собрание (Adunarea generală) или конференция местной организации (Conferinţa organizaţiei locale), между общими собраниями — бюро местной организации (Biroul organizaţiei locale), высшее должностное лицо — председатель местной организации (Preşedintele organizaţiei locale), прочие должностные лица — вице-президенты бюро местной организации (Vicepreşedinţii Biroului organizaţiei locale), исполнительный секретарь местной организации (Secretarul executiv al organizaţiei locale), казначей местной организации (Trezorierul organizaţiei locale), исполнительный орган местной организации — исполнительный комитет местной организации (Comitetul Executiv al organizaţiei locale)(существуют только в крупных местных организациях).
Высший орган организации избирательного участка — общее собрание организации избирательного участка (Adunarea generală de pe raza teritorială a secţiei de votare), между общими собраниями — бюро организации избирательного участка (Biroul organizaţiei PSD de pe raza teritorială a secţiei de votare).
Высшее должностное лицо группы членов партии — координатор (coordonator).
Молодёжная организация — Социал-демократическая молодёжь (Tineretul Social Democrat, TSD, СДМ). Состоит из жудетарных организаций по одной на жудец, жудетарные организации из местных организаций (Organizatia locala) по одной на муниципий, город или общину.
Высший орган СДМ — съезд (Congresul), между съездами — национальный совет (Consiliul National), высшее должностное лицо СДМ — председатель (Presedintele), прочие должностные лица — генеральный секретарь (Secretarul General), исполнительные органы СДМ — национальный исполнительный комитет (Comitetului Executiv National) и национальное постоянное бюро (Biroul Permanent Naţional).
Высший орган жудетарной организации — конференция жудетарной молодёжной организации (Conferinta organizatiei de tineret judetene), между конференциями жудетарной молодёжной организации — совет жудетарной молодёжной организации (Consiliul organizatiei de tineret judetene), исполнительные органы жудетарных организаций — исполнительный комитет жудетарной молодёжной организации (Comitetul Executiv Judetean) и жудетарное постоянное бюро (Biroul Permanent Judetean).
Высший орган местной организации — общее собрание (Adunarea Generală), между общими собраниями — бюро местной организации (Biroul organizaţiei locale).